# Espoz
Espoz (oficialmente Espoz / Espotz) es un lugar español del municipio de Arce, perteneciente a la Comunidad Foral de Navarra.

## Historia
Hacia mediados del siglo XIX, el lugar, ya por entonces perteneciente a Arce, tenía contabilizada una población de 28 habitantes. Aparece descrito en el séptimo volumen del Diccionario geográfico-estadístico-histórico de España y sus posesiones de Ultramar de Pascual Madoz con las siguientes palabras:

ESPOZ: l. del valle y ayunt. de Arce, en la prov. y c. g. de Navarra, aud. terr. y dióc. de Pamplona (5 leg.), part. jud. de Aoiz (2 1/2): sit. en terreno muy escabroso, al pie y parte meridional de la sierra de Labia; clima frio y sano: tiene 2 casas, igl. parr. (San Martin), servida por un vicario, cementerio y varias fuentes en el térm. Confina este N. Urdiroz; E. Uriz; S. Asnoz y Ardaiz, siendo su estension 3/4 de leg. N. á S. y 1/2 de E. á O.: á un estremo se halla el térm. redondo de Usua. El terreno es montuoso y poco fértil; está poblado de pinos y robles: la sierra Labia que cria tambien carrascos, encinas y varios arbustos, es inaccesible por E. y O. á causa de sus murallas naturales de peña cortada, y solamente tiene algunos pasos dificiles que conocen los naturales del pais: se hizo memorable dicha sierra en la guerra civil por haberse salvado en ella D. Carlos de la dura persecucion del general Rodil, dirigiéndose por uno de estos passo en hombros de un paisano, vec. de Urdiroz. Los caminos son locales. El correo se recibe de Aoiz. prod.: trigo, patatas, avena, habas y poco maiz: cria ganado vacuno, lanar y cabrio, caza de liebres, perdices, jabalies y corzos. pobl.: 5 vec., 28 alm. contr.: con el valle. (V.)
(Madoz, 1847, p. 583)

El 25 de octubre de 1990 se extinguió como concejo[cita requerida] y pasó a ser un lugar del municipio. En 2005 tenía 2 habitantes. En 2023, la entidad singular de población tenía empadronado 1 habitante.

## Patrimonio
Hay en el lugar una iglesia de San Martín.